# Territoire à énergie positive pour la croissance verte
En France, Territoire à énergie positive pour la croissance verte (TEPCV) est le titre qui désigne les territoires lauréats de l'appel à initiatives du même nom lancé par le ministère de l'Environnement, de l’Énergie et de la Mer le 4 septembre 2014 sous l'impulsion de Ségolène Royal. 
Ces territoires qui sont au nombre de 430 au 1er janvier 2017, sont désignés comme étant les territoires exemplaires de la transition énergétique et une illustration concrète des actions engagées par la France dans le cadre de l'Accord de Paris sur le Climat.  Dotés d'une aide du ministère de l'Environnement, de l’Énergie et de la Mer allant de 500 000 € à 2 000 000 € par lauréat, ces territoires engagent des actions concrètes et innovantes sur les axes efficacité énergétique, mobilité durable, économie circulaire, énergies renouvelables, biodiversité, et sensibilisation et éducation à l’environnement.

## Objectifs du programme

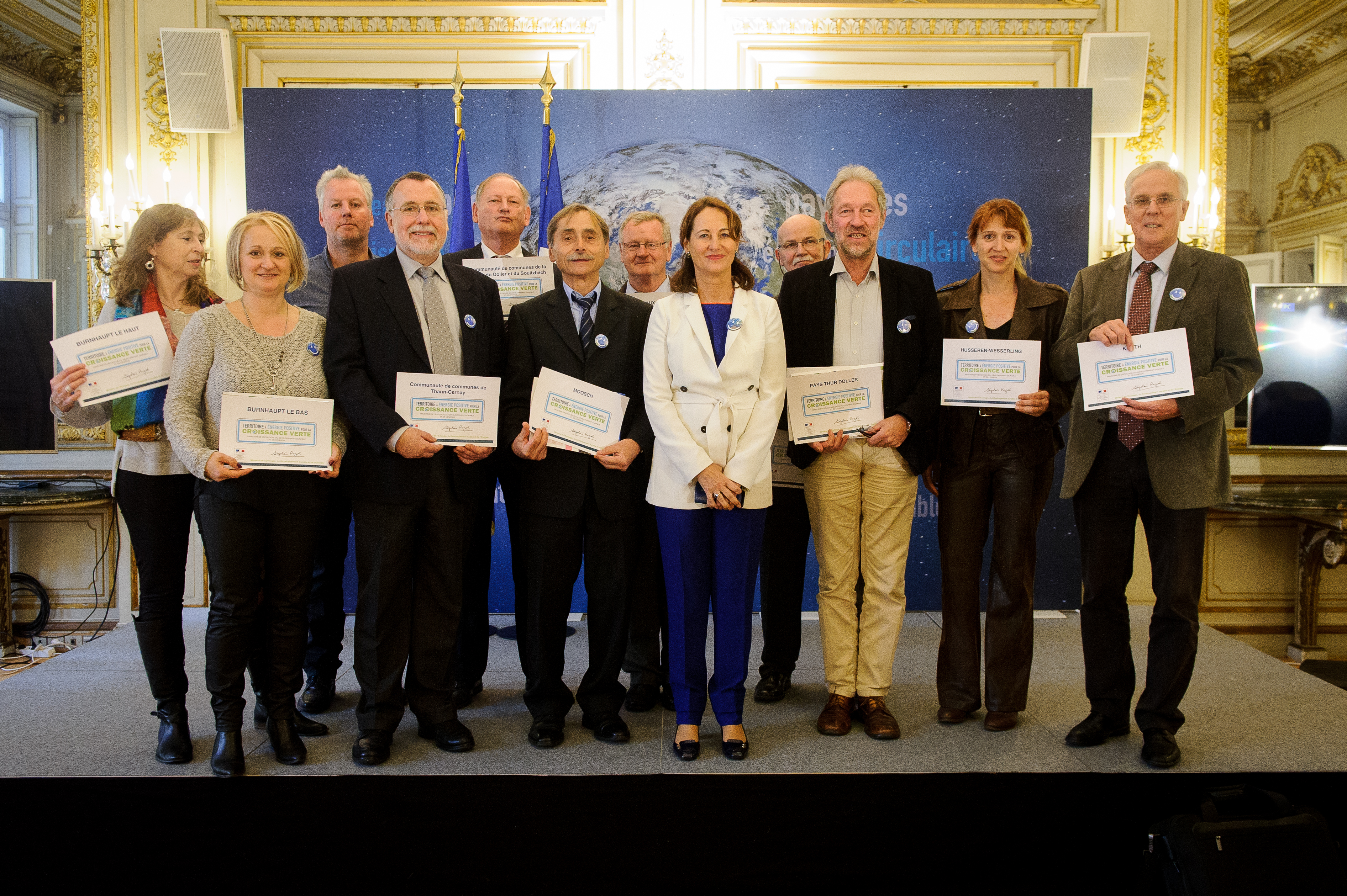
Séance de signatures de conventions TEPCV au Ministère de l’Environnement en présence de Ségolène Royal le 13 novembre 2015

Les territoires à énergie positive pour la croissance verte, lauréats de l’appel à initiatives du même nom lancé par le ministère de l'Environnement en 2014, sont des territoires considérés comme territoires d'excellence de la transition énergétique et écologique. Les collectivités lauréates s’engagent à réduire les besoins en énergie de leurs habitants, des constructions, des activités économiques, des transports, des loisirs. Les territoires proposent un programme global pour un nouveau modèle de développement, plus sobre et plus économe . 
Six domaines d’action sont prioritaires dans ces territoires   :
- La réduction de la consommation d’énergie : par notamment des travaux d’isolation des bâtiments publics, l’extinction de l’éclairage public après une certaine heure…
- La diminution des pollutions et le développement des transports propres : par l’achat de voitures électriques, le développement des transports collectifs et du covoiturage…
- Le développement des énergies renouvelables : avec par exemple la pose de panneaux photovoltaïques sur les équipements publics, la création de réseaux de chaleur…
- La préservation de la biodiversité : par la suppression des pesticides pour l’entretien des jardins publics, le développement de l’agriculture et de la nature en ville….
- La lutte contre le gaspillage et la réduction des déchets : avec la suppression définitive des sacs plastique, des actions pour un meilleur recyclage et diffusion des circuits courts pour l’alimentation des cantines scolaires….
- L’éducation à l’environnement : en favorisant la sensibilisation dans les écoles, l’information des habitants…

Le terme « croissance verte » se réfère au potentiel de levier pour l’économie et l’emploi représenté par un tel programme. En effet, le ministère de l’Environnement  met en avant le fait que les territoires à énergie positive créent des emplois non délocalisables dans les domaines du bâtiment, des déchets, des énergies renouvelables, des économies d’énergie, avec par exemple :
- des artisans du bâtiment pour effectuer des travaux de rénovation ;
- des chefs de chantier et des techniciens de maintenance pour la construction et l’entretien de parcs éoliens ;
- des ambassadeurs du tri pour encourager les habitants aux bons gestes ;
- tous les métiers du ramassage, du tri et du recyclage des déchets…

## Grandes étapes
La ministre de l’Environnement Ségolène Royal a présenté le 4 septembre 2014 un appel à initiatives « 200 territoires à énergie positive pour la croissance verte », puis diffusé son cahier des charges les jours qui ont suivi.

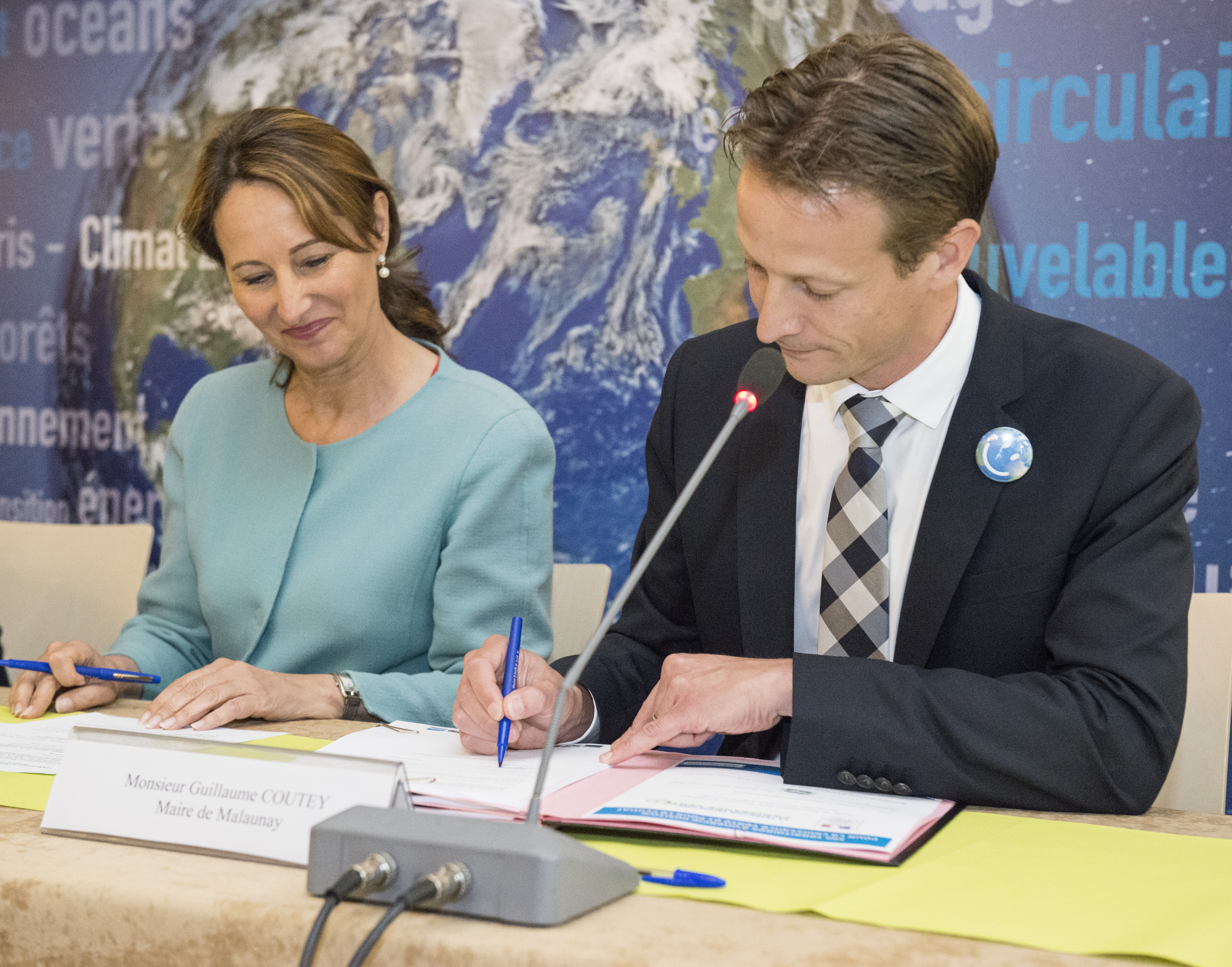
Signature de la convention TEPCV de la ville de Malaunay en présence de Ségolène Royal le 15 juin 2016 au ministère de l'Environnement

Lors d’une conférence de presse tenue le 9 février 2015, le ministère de l'environnement a présenté les lauréats de son appel à projets « Territoires à énergie positive pour la croissance verte ». À ce stade, ce sont finalement 212 territoires qui obtiennent le titre de lauréats TEPCV et qui se voient attribuer une aide financière de 500 000 € sous forme de subventions pour soutenir leurs actions en faveur de la transition énergétique. De plus, ces territoires pionniers ont l’opportunité de voir leur aide TEPCV renforcée jusqu’à 2 millions d’euros en fonction de la qualité des projets. Par ailleurs, face au succès rencontré par l’appel à initiatives et pour encourager les projets non retenus à progresser en maturité, la conférence de presse du 9 février est également l’occasion d’annoncer la création de 2 statuts intermédiaires du programme TEPCV avec 163 « Territoires à Énergie Positive en Devenir (TED) » et 116 « Contrats locaux de transition énergétique (CLTE) ». Ces territoires sont encouragés à poursuivre leur travail auprès des communautés régionales de travail et se voient indiquer la possibilité d’obtenir une aide financière si la qualité des actions projetées coïncide avec les objectifs de l’appel à initiatives.
Les premières conventions financières avec les territoires sont signées à partir du mois de mai 2015. Une partie de ces conventions sont signées au ministère de l’Environnement à Paris entre les élus représentants des territoires lauréats et la ministre Ségolène Royal et en présence de l’ADEME et de la Caisse des Dépôts. D’autres conventions sont également signées en régions à l’occasion de déplacements de la ministre. 
Le 6 avril 2016, à l’occasion de la Conférence de presse de Ségolène Royal donnée dans le cadre du bilan des actions menées depuis deux ans à la tête du ministère de l’Environnement et de l’annonce des priorités à venir, la ministre annonce le passage de 212 à 400 Territoires à Énergie Positive pour la Croissance Verte. Les territoires jusqu’alors « en devenir » (TED) et qui travaillent depuis février 2015 au perfectionnement de leur plan d’actions présenté au titre du programme TEPCV se voient donc offrir l’opportunité de devenir territoires lauréats et donc de bénéficier des mêmes aides que les 212 premiers TEPCV.
Depuis avril 2016, plusieurs séances de signatures de conventions TEPCV organisées au ministère de l’Environnement ou en Région ont ainsi permis à 218 territoires supplémentaires de devenir Territoires à Énergie positives pour la Croissance Verte.

## Une mise en œuvre concrète de la loi de transition énergétique
Les territoires engagés dans le programme TEPCV sont appelés à contribuer activement aux objectifs fixés dans la loi relative à la Transition Énergétique pour la Croissance Verte. 

## Démarche d'accession à la communauté des TEPCV

### Typologie des territoires concernés
Toutes les collectivités et groupements intercommunaux sont éligibles à l’appel à initiatives : communes, EPCI, pays, syndicats mixte, parcs naturels régionaux et conseils départementaux. Les critères qui prédéterminent la capacité des structures à prétendre au statut de « Territoire à énergie positive pour la croissance verte » s’articulent autour du fait de disposer  :
- D'une équipe apportant l'ingénierie publique locale nécessaire au développement et à la mise en œuvre de la stratégie, des actions d'animation et des projets collectifs du territoire.
- D'un projet de territoire co-construit et partagé par l'ensemble des acteurs: collectivités, acteurs socio-économiques, citoyens.
- De compétences opérationnelles directes ou déléguées (développement économique, aménagement du territoire...).

Au 1er janvier 2017, les Territoires à Énergie Positive pour la Croissance Verte, ce sont ainsi :
- 236 Etablissement public de coopération intercommunale (communautés de communes, communautés d’agglomération et métropoles)
- 49 communes
- 73 pays
- 7 Schéma de cohérence territoriale
- 18 conseils départementaux
- 21 parcs naturels régionaux
- 1 parc national
- 25 regroupements « mixtes » : regroupement d’un EPCI et d’une commune, d’un EPCI et d’un pays, de plusieurs communes, d’un EPCI et d’un PNR, …

### Aide apportée aux territoires
Les collectivités lauréates signent dans un premier temps une convention financière avec le Ministère de l’Environnement qui formalise l’engagement d’une subvention de 500 000€, laquelle peut être renforcée jusqu’à 2 millions d’euros en fonction de la qualité des projets et de leur contribution aux objectifs inscrits dans la loi de transition énergétique pour la croissance verte .
Ces subventions doivent permettre de financer rapidement des projets qui contribuent efficacement à la baisse de la consommation d’énergie sur le territoire, à la production d’énergie renouvelable et à la mobilisation citoyenne. Pour accélérer les actions clés de leur dossier de candidature, et si elles en font la demande, les collectivités lauréates peuvent ainsi bénéficier du co-financement de projets exemplaires dans les domaines de la transition énergétique : bâtiment, transports propres, économie circulaire, énergies renouvelables, biodiversité, éducation à l’environnement….
Par ailleurs, les collectivités lauréates se voient proposer :
- des outils de communication et d’identification
- des concours citoyens, à l’image des « familles à énergie positive »
- une aide à l’ingénierie d'amorçage pour les projets d'énergie renouvelable locale

### Actions subventionnées
Les actions présentées dans cette section sont des illustrations non exhaustives des projets qui peuvent être soutenus par les crédits du fonds de financement de la transition énergétique dans le cadre du programme TEPCV.

#### Axe 1: Réduire la consommation d'énergie dans le logement et l'espace public
- Rénovation énergétique de bâtiments publics et construction de bâtiments à énergie positive
- Actions d’économies d’énergie pour les particuliers : distribution de kits économie d’énergie, isolation des toitures, passeports rénovation des logements, remplacement d’anciennes chaudières...
- Modernisation de l’éclairage public par l’installation d’ampoules LED basse consommation
- Création d’un guichet unique d’information et de conseil  sur la rénovation énergétique des logements
- Expérimentation de passeports de la rénovation énergétique

#### Axe 2: Diminuer les émissions des gaz à effet de serre et les pollutions liées aux transport
- Renouvellement des flottes de véhicules publics par des véhicules électriques
- Aménagement de l’espace public pour favoriser la mobilité propre : places de stationnement réservées aux véhicules électriques, pistes cyclables et parcs à vélos sécurisés, aires de covoiturage...
- Accompagnement des plateformes portuaires et aéroportuaires dans leurs projets de transition écologique et énergétique

#### Axe 3: Développer l'économie circulaire et la gestion durable des déchets
- Actions de lutte contre le gaspillage alimentaire.
- Tri des déchets à la source et suppression des sacs plastiques dans les commerces
- Création de recycleries et ressourceries
- Promotion des circuits courts
- Accompagnement des projets d’écologie industrielle territoriale

#### Axe 4: Produire des énergies renouvelables locales

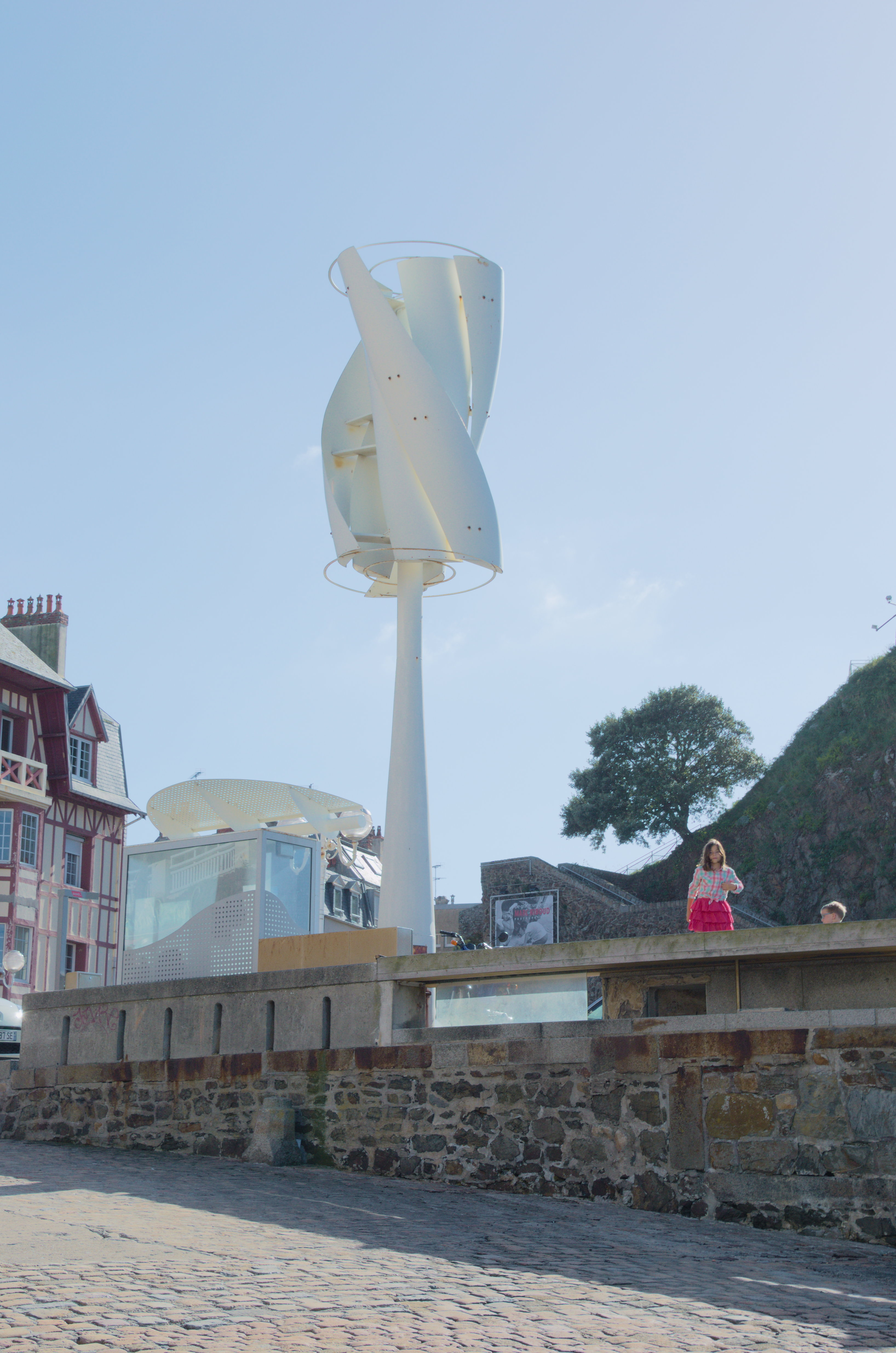
Eolienne de ville de type Savonius hélicoïdale en action à Granville

Les aides ci-après sont non cumulables avec les aides ADEME et les tarifs de rachat.
- Projets de déploiement des énergies renouvelables locales : réseaux de chaleur biomasse,  méthaniseurs agricoles et industriels, solaire thermique, parcs éoliens et photovoltaïques, cogénération, récupération de la chaleur fatale et géothermie, petite hydroélectricité
- Expérimentation des services de flexibilité locaux sur les réseaux de distribution d’électricité, de solutions innovantes qui participent au déploiement des réseaux électriques intelligents sur les territoires et développement des énergies renouvelables locales

#### Axe 5: Préserver la biodiversité, protéger les paysages et promouvoir l'urbanisme durable
- Mise en place de Démarches Zéro pesticide sur le modèle du projet Terre saine, suppression des pesticides dans les espaces publics
- Élaboration d’atlas communaux et intercommunaux de la biodiversité ou des paysages, travaux de génie écologique pour restaurer la trame verte et bleue
- Accompagnement d’opérations de reconquête des friches, travaux de désimperméabilisation, notamment dans les zones d’activité
- Actions spécifiques aux zones de montagne, notamment en matière de prévention des risques naturels

#### Axe 6: Développer l'éducation à l'environnement, écocitoyenneté et mobilisation locale
- Création de coins nature, potagers et vergers bio, ruchers pédagogiques et nichoirs à insectes, notamment  dans les établissements scolaires
- Accompagnement de programmes de service civique sur la transition énergétique
- Organisation de concours citoyens comme le défi Familles à énergie positive

### Vue d'ensemble
Au 1er janvier 2017, 430 territoires ont signé au moins une convention financière dans le cadre du programme TEPCV et sont donc lauréats engagés dans la démarche. Par ailleurs, une centaine de nouvelles conventions sont en cours de rédaction ou prêtes à être signées.
La communauté des TEPCV représente deux tiers de la population française, couvre tous les départements de France métropolitaine, ainsi que tous les départements d’outre-mer .

### Les territoires
Le tableau ci-après présente une synthèse par région de l’ensemble des Territoires à Énergie positive pour la Croissance Verte (TEPCV) et des Territoires « En Devenir » (TED) mise-à-jour le 1er janvier 2017.
| Région                              | Nombre de TEPCV | Nombre de TED |
| ----------------------------------- | --------------- | ------------- |
| Alsace-Champagne-Ardenne-Lorraine   | 53              | 2             |
| Aquitaine-Limousin-Poitou-Charentes | 51              | 6             |
| Auvergne-Rhône-Alpes                | 47              | 2             |
| Bourgogne-Franche Comté             | 32              | 1             |
| Bretagne                            | 13              | 5             |
| Centre-Val de Loire                 | 27              | 1             |
| Corse                               | 8               | 2             |
| Démarche Inter-Régionale            | 3               | 0             |
| Guadeloupe                          | 7               | 2             |
| Guyane                              | 2               | 0             |
| Ile de France                       | 20              | 12            |
| La Réunion                          | 3               | 0             |
| Languedoc-Roussillon-Midi-Pyrénées  | 57              | 3             |
| Martinique                          | 3               | 1             |
| Mayotte                             | 1               | 1             |
| Nord-Pas-de-Calais-Picardie         | 34              | 1             |
| Normandie                           | 24              | 1             |
| Pays de la Loire                    | 22              | 2             |
| Provence-Alpes-Côte d'Azur          | 23              | 7             |
| TOTAL                               | 430             | 49            |

## Premiers résultats
A l’occasion du premier anniversaire de la loi pour la transition énergétique, le ministère de l'Environnement a publié en juillet 2016 une série de premiers résultats à  propos des actions déjà réalisées ou en cours de réalisation et portées depuis janvier 2015 par les territoires à énergie positive pour la croissance verte.
La mobilisation des TEPCV conduit ainsi à :
- 550 000 tonnes de CO2 évitées par an soit la consommation annuelle moyenne de 215 000 voitures
- Plus d’1 million de foyers supplémentaires alimentés en énergies renouvelables
- Plus de 650 bâtiments publics et 65 000 logements rénovés BBC pour une surface totale de plus de 4 millions de m²
- Plus de 2 800 véhicules électriques ou hybrides déployés sur le parc de véhicules publics, accompagnés par la mise en place de plus de 4 000 bornes de recharge
- 800 projets éoliens
- 3 375 000 m² de surface photovoltaïque déployée, soit l’équivalent de 464 terrains de football.
- 190 territoires zéro pesticide

## Réception

### Réception par les territoires
Le programme TEPCV, qui permet de débloquer rapidement des subventions importantes pour financer des actions portées par les collectivités reçoit un accueil généralement très positif de la part des territoires lauréats. Après que son territoire eut signé la première convention en juillet 2016, Mireille Alphonse, vice-présidente d’Est Ensemble, communauté d’agglomération d’Île-de-France déclare ainsi « obtenir le label TEPCV représente tout à la fois une aide matérielle très appréciable et un formidable encouragement à poursuivre nos actions en faveur de la transition énergétique » . Lauréat TEPCV depuis début juillet 2016, la commune de Buxerolles dans la Vienne décrit l’aide de l’État reçue dans le cadre du programme comme un « coup d’accélérateur financier » qui accompagne les territoires dans des politiques volontaristes . Pour la Communauté de communes Astarac-Arros en Gascogne, « le programme TEPCV […] a permis d’insuffler une nouvelle dynamique en concrétisant les différentes initiatives qui germaient sur le territoire » .

### Réception par les associations
Généralement bien accueilli par l’ensemble des acteurs de la transition énergétique, citoyens, associations et entreprise, le programme TEPCV a suscité chez certaines associations environnementales une réception mitigée.
Ainsi, dans un rapport publié en février 2016, le CLER, réseau pour la Transition Énergétique et animateur du réseau TEPOS, pointe du doigt ce que l’association considère comme étant les « limites de l’appel à projet TEPCV » . Le CLER a ainsi mené une enquête interne auprès d’un petit échantillon de 25 des 350 TEPCV dans lequel l’association tente de faire une synthèse des retours de terrain un an après l’annonce des premiers lauréats. Le CLER reconnait que la « percée rapide et déterminante du concept de territoire à énergie positive » grâce aux actions du ministère de l’environnement est « une chance » et suscite « un formidable élan » et un « effet dynamisant sur l’administration et les territoires ». Toutefois, l’association pointe du doigt ce qu’elle considère comme « une volonté de faire du chiffre » de la part du Ministère de l’Environnement dans sa manière d’avoir organisé le processus de désignation des territoires lauréats. Le CLER critique par ailleurs une lourdeur administrative dans la mise en œuvre du programme TEPCV tout en fustigeant le caractère accéléré et « précipité » des actions du ministère de l’Environnement dans le cadre de ce programme décrit dans ce même rapport comme étant dynamique et innovant . Néanmoins, le CLER salue le volontarisme de la ministre de l’Environnement Ségolène Royal et la capacité de ses services à avoir su rapidement répondre à des attentes fortes de la part des territoires en matière d’énergie et de climat et qualifie le programme de « grand bond en avant » même s’il regrette un manque de transparence et de coordination entre les différents acteurs de TEPCV.
Dans un communiqué de presse publié en juillet 2016 afin de saluer l’inscription dans la Loi Biodiversité de mesures visant à protéger l’environnement nocturne et lutter contre les nuisances lumineuses, l’ANPCEN évoque le programme TEPCV et regrette le manque de critères qualitatifs dans l’attribution des subventions TEPCV auprès de territoires finançant la rénovation de leur éclairage public grâce au programme .